# Presiune coloidosmotică
Presiunea coloidosmotică sau presiune oncotică este presiunea generată de concentrația de proteine (albumine) în sânge sau lichidul extracelular.

## Microcirculația
Schimburile dintre capilar și celulă se desfășoară prin mijlocirea lichidului extracelular. Presiunea apei (hidrostatica) în partea arterială a capilarului este de 30 mmHg, iar presiunea oncotică a lichidului extracelular este de 5 mmHg. Acestea sunt forțele favorabile trecerii apei și oxigenului în lichidul extracelular (LEC). Forța care se opune este forța oncotică din capilar care este de 25 mmHg, deci presiunea forțelor favorabile ieșirii fluidelor din capilar o depășește pe cea a forțelor care se opun cu 10 mmHg. În concluzie, procesul are loc. La trecerea în partea venoasă a capilarului, presiunea hidrostatica în capilar scade la 11mmHg, cea oncotică din LEC rămâne 5 mmHg, iar cea oncotică din capilar rămâne 25 mmHg. Deci apare o presiune de resorbție de 9 mm Hg (25-11-5=9), care face ca apa să traverseze pereții capilarului împreună cu produșii catabolismului celular (dioxidul de carbon).